# Aliance pro Evropu národů
Aliance pro Evropu národů (AEN) byla evropská politická strana, která shromažďovala konzervativní a národně konzervativní strany z celého evropského kontinentu.

## Financování
Dotace z Evropského parlamentu pro AEN v letech 2004 až 2008, byli následující:
| Finanční rok | Počáteční grant (EUR) | Konečné výše grantu (EUR) |
| ------------ | --------------------- | ------------------------- |
| 2004/5       | 161 250               | 83 964                    |
| 2005/6       | 450 000               | 114 330                   |
| 2006/7       | 450 000               | 144 809                   |
| 2007/8       | 300 000               | 159 138                   |
| 2008/9       | 300 000               |                           |

## Členské strany
- Republikánská strana Albánie (Partia Republikane e Shqipërisë)
- Bojující demokratické hnutí (Αγωνιστικό Δημοκρατικό Κίνημα)
- Estonská lidová unie (Eestimaa Rahvaliit)
- Shromáždění pro Francií (Rassemblement pour la France)
- ESESY (Řecká liga)
- Maďarská regionální a občanská strana (Magyar Vidék és Polgári Párt)
- Sicilská aliance (Alleanza Siciliana)
- LNNK/Za vlast a svobodu (Tēvzemei un Brīvībai/LNNK)
- Pořádek a spravedlnost (Tvarka ir teisingumas)
- Alternativní demokratická reformní strana (Alternativ Demokratesch Reformpartei)
- Slovenská národní strana (Slovenská národná strana)
- Kongres ukrajinských nacionalistů  (Конгрес українських націоналістів)
- Občanská demokratická strana
- Dánská lidová strana (Dansk Folkeparti)
- Maltská konzervativní strana
- Národní konzervativní liga
- Demokratické a sociální centrum – Lidová strana (Centro Democrático e Social - Partido Popular)
- Národní liberální strana (Partidul Naţional Liberal)
- Demokratická strana Ruska (Демократическая Партия России)
- Hnutí za demokracii (Hnutie za demokraciu)